# The Way We Were (chanson)
Pour les articles homonymes, voir The Way We Were (homonymie). Pour le film, voir Nos plus belles années (film, 1973).
Singles de Barbra Streisand
The Best Thing You've Ever Done
(1973) All in Love Is Fair
(1974)
The Way We Were est une chanson américaine de Barbra Streisand, extraite de la bande originale (en) du film Nos plus belles années (1973). Elle fut classée no 1 au Billboard Hot 100 en 1974. Elle reçut en outre le Golden Globe de la meilleure chanson originale et l'Oscar de la meilleure chanson originale en 1974 ainsi que le Grammy Award de la chanson de l'année en 1975. Elle est classée huitième dans le Top 100 des meilleures chansons de films de l'American Film Institute.

## Genèse
Le compositeur et producteur Marvin Hamlisch crée la mélodie de The Way We Were, à l'origine de conflits entre le compositeur et la chanteuse. En effet, Streisand voulait que cette composition soit écrite en tonalité mineure mais il l'a écrite en tonalité majeure dans le but d'éviter de révéler le sens des paroles trop rapidement. À la suite du succès de The Way We Were, Columbia rassemble des morceaux pour le quinzième album de Streisand. Comme le temps est compté, le label y intègre plusieurs titres enregistrés par Streisand pour des albums précédents dont le single All in Love Is Fair. The Way We Were, ainsi que All in Love Is Fair, Being at War with Each Other et Something So Right sont les seules chansons créées spécialement pour l'album. Trois versions de la chanson ont été ajoutées à la bande originale : une version originale, une version instrumentale et une version finale. Le single paraît le 27 août 1973 sous le label Columbia Records aux États-Unis et contient la version studio en face A et What Are You Doing the Rest of Your Life?, reprise de Michael Dees, en face B,. Au Japon, le single reprend la même configuration tandis qu'au Mexique, une version instrumentale de la chanson figure en face B.

## Paroles
Hamlisch, Alan et Marilyn Bergman ont écrit The Way We Were tandis que Marty Paich l'a produite. Les paroles décrivent la vie de Katie Morosky, le personnage de Streisand dans le film. Elle décrit plus spécifiquement sa relation tumultueuse avec Hubbell Gardiner (Robert Redford) : « Memories light the corners of my mind / Misty watercolor memories of the way we were » ou encore « Memories may be beautiful and yet, ». Streisand chante « What's too painful to remember / We quickly choose to forget » lorsqu'elle a besoin d'être nostalgique. Stephen Holden de Rolling Stone dit que cela « implique une résonance avec le malaise social actuel ». Au début du pont, elle murmure : « If we had the chance to do it all again / Tell me would we? Could we? ».

## Postérité

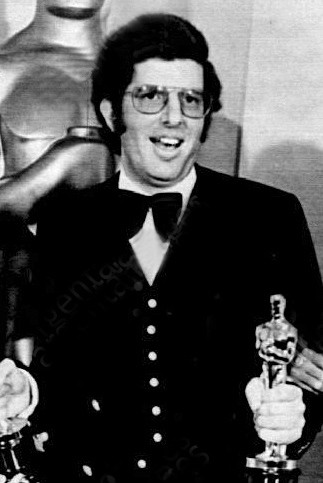
Marvin Hamlisch reçoit deux oscars pour la chanson The Way We Were.

The Way We Were reçoit un très bon accueil après sa sortie aux États-Unis. Jon Landau de Rolling Stone déclare que l'impact de la chanson a contribué à relancer sa carrière de chanteuse. Cependant, il a été plus critique sur la chanteuse « ignorant les variations ligne par ligne dans le sens de la chanson ». Andrea Passafiume de Turner Classic Movies explique le succès de la chanson comme « l'une des chansons les plus reconnaissables ». Hamlisch et les Bergman remportent l'Oscar de la meilleure chanson originale. Hamlisch remporte également l'oscar de la meilleure musique de film pour son travail sur The Way We Were et la bande originale. La chanson remporte le Golden Globe de la meilleure chanson originale en 1974 et le Grammy Award de la chanson de l'année en 1975,. Sur une liste commune du National Endowment for the Arts et de la Recording Industry Association of America, elle est à la 298e place des 365 chansons du siècle.

## Accueil
Aux États-Unis, The Way We Were intègre le Billboard Hot 100 à la 92e position durant la semaine du 24 novembre 1973. Elle arrive finalement en première place le 2 février 1974 où elle remplace You're Sixteen de Ringo Starr. Remplacée par Love's Theme de The Love Unlimited Orchestra la semaine suivante, elle retourne en tête du classement le 16 février,. The Way We Were apparaît pour la dernière fois le 27 avril en 53e position après 23 semaines de présence dans le hit-parade. La chanson termine en pole position du classement annuel de 1974. Dans le hit-parade Easy Listening, elle atteint la première place le 12 janvier 1974. Le 19 août 1997, The Way We Were reçoit, en même temps que d'autres chansons de Streisand, la certification de disque de platine par la Recording Industry Association of America pour la vente d'un million d'exemplaires.
Le succès de The Way We Were dépasse les frontières. Au Canada, The Way We Were intègre le hit-parade du RPM à la 45e position. Au bout de sept semaines, elle remplace Seasons in the Sun de Terry Jacks en première place. Elle totalise treize semaines au sein du classement. Elle est aussi numéro un dans le classement Adult Contemporary. Elle termine huitième du classement annuel de 1974. En Australie, The Way We Were arrive en sixième position selon le classement établi par le magazine Go-Set. Au Royaume-Uni, la chanson arrive à la 31e place.

## Prestations scéniques
Streisand a interprété The Way We Were à plusieurs occasions et est considérée comme l'une de ses chansons phares. Sur son album live One Voice, une vidéo de la chanson est incluse dans le DVD. En 1994, elle publie l'album The Concert dans lequel elle inclut une prestation scénique de The Way We Were au Madison Square Garden. Lors d'une série de concerts à Las Vegas en 1999 et 2000, elle interprète la chanson. La prestation est incluse dans l'album Timeless: Live in Concert. La chanson est également présente sur les derniers albums Live in Concert 2006 et Back to Brooklyn,.

## Reprises
Plusieurs artistes ont repris The Way We Were depuis sa sortie originale en 1973. Le chanteur Andy Williams reprend la chanson pour son album The Way We Were en 1974. Le critique musical William Ruhlmann donne un avis mitigé sur cette version, estimant que les fans de la version de Streisand ne s'y arrêteront pas. En revanche, Mike Parker du Daily Express la considère comme un classique. Bing Crosby enregistre une reprise sur son album Feels Good, Feels Right en 1976. Il réinterprète également cette chanson durant des concerts aux London Palladium.
Mireille Mathieu a également enregistré The Way we were ( albums sortis au Japon, en Allemagne dans les années 1970/1980) et double CD "Cinéma" (Sony) en 2019.
En 2014, Streisand ré-enregistre la chanson avec Lionel Richie sur l'album Partners. La chanson a été réarrangée par Walter Afanasieff, ce qui lui a valu une bonne critique du Los Angeles Times. The Way We Were est également apparue sur plusieurs compilations : Barbra Streisand's Greatest Hits Volume 2 (1978), Memories (1981), Just for the Record (1991), The Essential Barbra Streisand (2002) et Barbra: The Ultimate Collection (2010).

### Version de Gladys Knight & The Pips
Le groupe Gladys Knight & the Pips reprend The Way We Were en double face A avec Try to Remember. Sorti en 1975, le single comprend les faces B Love Finds Its Own Way et The Need to Be,. La reprise est incluse dans l'album I Feel a Song, sorti en 1974 sous le label Buddah Records. Alex Henderson d'Allmusic considère cette version comme un « remake improbable ». Il estime que le monologue de Knight « reflète la nostalgie qui semble être la nature humaine ». À l'inverse, Rashod Ollison de The Virginian-Pilot a apprécié cette reprise qu'il trouve émouvante.
Aux États-Unis, The Way We Were/Try to Remember atteint la 11e position du Billboard Hot 100 le 2 août 1975. Elle totalise 17 semaines dans le classement et fait sa dernière apparition le 16 août en 57e position. Au Canada, elle atteint la 29e position du classement RPM. La chanson apparaît également dans les classements Adult Contemporary aux États-Unis et au Canada. Elle atteint respectivement la seconde et la troisième place,. Au Royaume-Uni, la version de Gladys Knight & the Pips rencontre plus de succès que celle de Streisand. Elle atteint la quatrième place du hit-parade, devenant ainsi le premier top 10 du groupe et leur plus grand succès.

## Versions

### Versions de Barbra Streisand
| Vinyl 45 tours, 1. The Way We Were – 3:29 2. What Are You Doing the Rest of Your Life? – 3:17 Vinyl 45 tours Japon 1. The Way We Were – 3:30 2. What Are You Doing the Rest of Your Life? – 3:19 | Vinyl maxi 45 tours 1. The Way We Were – 3:29 2. The Way We Were (Instrumental Version) – 2:58 |

### Versions de Gladys Knight & the Pips
| Vinyl 45 tours 1. The Way We Were/Try to Remember – 4:48 2. The Need to Be – 4:07 Vinyl 45 tours Royaume-Uni 1. The Way We Were/Try to Remember – 4:45 2. Love Finds Its Own Way – 3:51 | Vinyl 45 tours Royaume-Uni ré-édition 1. The Way We Were/Try to Remember – 4:45 2. Midnight Train to Georgia – 4:41 |

## Classements et certifications

### Version de Barbra Streisand
| Classement (1974)               | Meilleure position |
| ------------------------------- | ------------------ |
| Australie (Go-Set)              | 6                  |
| Canada (RPM)                    | 1                  |
| Canada (RPM Adult Contemporary) | 1                  |
| Japon (Oricon)                  | 76                 |
| Royaume-Uni (UK Singles Chart)  | 31                 |
| États-Unis (Hot 100)            | 1                  |
| États-Unis (Adult Contemporary) | 1                  |

| Classement (1974) | Meilleure position |
| ----------------- | ------------------ |
| Canada            | 8                  |
| États-Unis        | 1                  |

| Pays       | Certification |
| ---------- | ------------- |
| États-Unis | Platine       |

### Version de Gladys Knight & the Pips
| Classement (1975)               | Meilleure position |
| ------------------------------- | ------------------ |
| Canada (RPM)                    | 29                 |
| Canada (RPM Adult Contemporary) | 3                  |
| Royaume-Uni (UK Singles Chart)  | 4                  |
| États-Unis (Hot 100)            | 11                 |
| États-Unis (Adult Contemporary) | 2                  |

## Dans la culture populaire
La chanson est présente dans l'épisode 9 de la saison 2 de Stranger Things (2017).
La chanson est également présente dans l'épisode 22 de la saison 31 des Simpson en 2019. Nous pouvons également l'entendre dans le dernier épisode de la série la Nounou d'enfer. La chanson clôture la série.